# 小行星1228
小行星1228（1228 Scabiosa）是一颗围绕太阳公转的小行星。1931年10月5日，卡爾·威廉·萊茵姆特在海德堡发现了此天体。
該小行星以藍盆花命名。
这颗小行星的绝对星等为210.926803065644等。